# Nordic-Baltic Eight
- États membres du Conseil nordique.
- États membres de l'Assemblée balte.

Le Nordic-Baltic Eight (NB8) est un forum de coopération régionale qui regroupe l'ensemble des États membres du Conseil nordique et de l'Assemblée balte. Dans le cadre du NB8, des réunions régulières prennent place entre les Premiers ministres, les présidents des Parlements nationaux, les ministres des Affaires étrangères et occasionnellement, les ministres ou représentants d'autres ministères, sur des questions régionales et les sujets internationaux d'actualité.

## Histoire
Historiquement, les habitants de la région autour de la mer Baltique commercent entre eux depuis que le peuplement de cette région est attesté et des formes de coopération régionale sont apparues très tôt (on peut citer l'union de Kalmar, la Ligue hanséatique ou l'union de défense scandinave qui ont pris place à différentes périodes).
Dès 1989, les représentants du Conseil nordique contactent les parlementaires des États baltes qui sont en voie d'accéder à l'indépendance vis-à-vis de l'URSS. Une coopération officielle débute en novembre 1991 lorsque le Conseil nordique assiste à la réunion inaugurale de l'Assemblée balte à Tallinn ; un accord formel de coopération entre les deux institutions est signé en 1992, mettant en place ce forum de coopération.
Les pays nordiques ont été parmi les plus fervents partisans des pays baltes lors de leur indépendance et plus tard, ils ont été les premiers à leur ouvrir leurs frontières et à les soutenir pour intégrer les structures européennes (Union européenne (UE) notamment) et transatlantiques (OTAN notamment).

## Membres
Les membres du NB8 sont répartis sur trois régions géographiques : États baltes (Estonie, Lettonie et Lituanie), Fennoscandie (Danemark, Finlande, Norvège et Suède) et Atlantique nord (Islande) ; les territoires autonomes (Îles Féroé et Groenland qui sont deux pays constitutifs du Royaume du Danemark et Åland, État libre associé à la Finlande) ne sont pas directement membres du NB8 (comme c'est le cas par exemple au sein du Conseil nordique) mais participent quand même aux réunions (soit directement, soit par représentation).
Ces pays regroupent 33 millions d'habitants et totalisent un PIB de plus de 2 000 milliards de $ en 2017, ce qui en ferait la dixième plus grande population et la cinquième plus grande économie en Europe. En outre,la région présente des niveaux de développement élevés (économie, éducation, santé, démocratie, libertés, etc.), les pays nordiques et baltes s'illustrent systématiquement dans les enquêtes qui mesurent tout aussi bien la facilité de faire des affaires, les meilleurs endroits pour vivre en famille  ou leur indice de développement humain.

## Fonctionnement

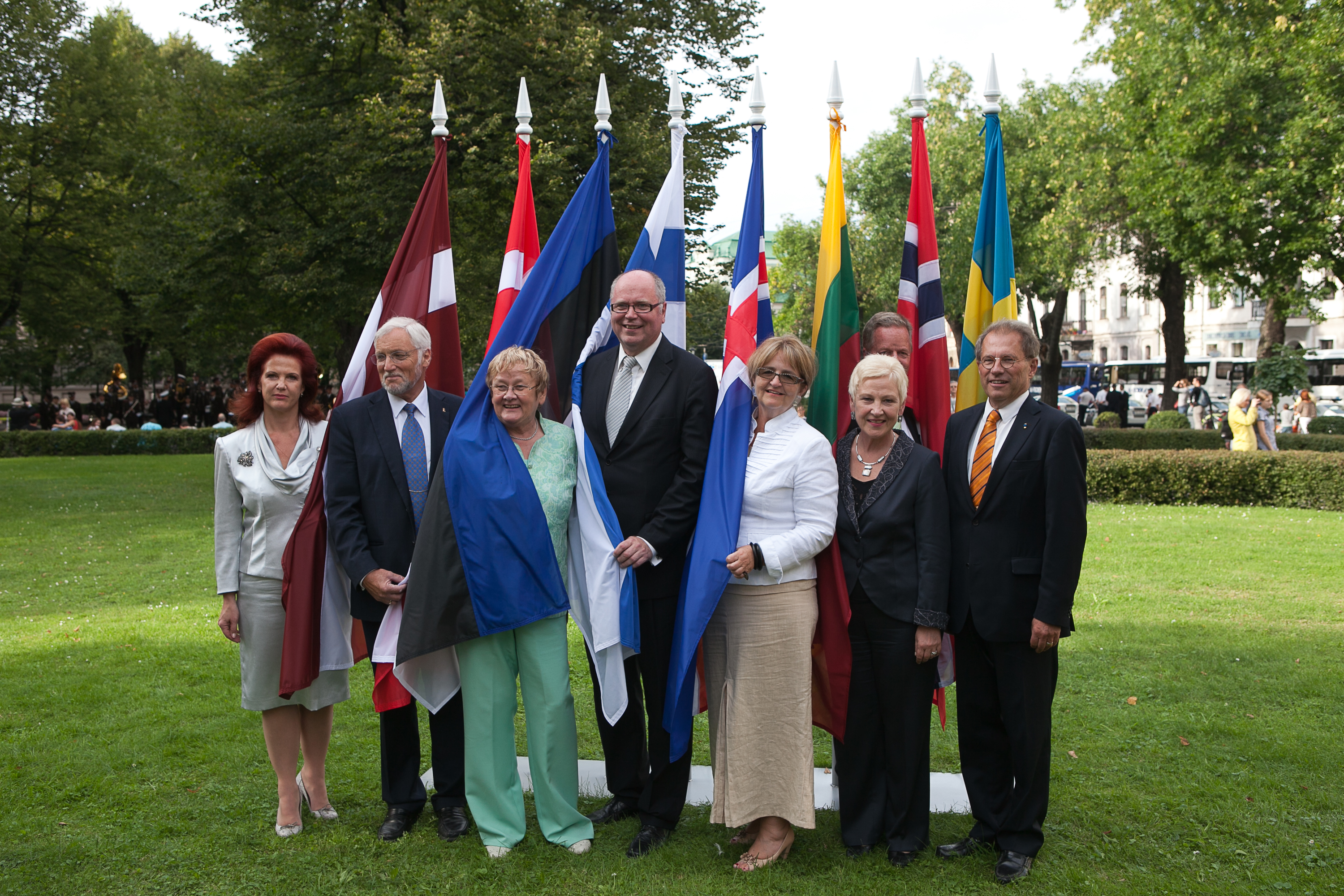
Réunion des présidents des parlements baltiques et nordiques en 2011.

Sur le plan politique, la coopération du NB8 est réalisée principalement sous la forme de réunions annuelles des premiers ministres et ministres des affaires étrangères. En plus des ministres des Affaires étrangères et des Premiers ministres, d'autres ministres et fonctionnaires se rencontrent aussi régulièrement afin de coordonner les politiques régionales et internationales (à leur niveau national, mais également au niveau européen (UE, Conseil de l'Europe, autres institutions régionales). Un coordinateur désigné par les États membres organise les réunions des représentants nationaux et celles des partis politiques des différentes assemblées ; il est également chargé de rédiger un rapport d'activité annuel.
Au cours des dernières années, les pays baltes et nordiques ont également développé des coopérations dans le domaine militaire, économique, culturel, environnemental ou encore sportif. Los du double élargissement de l'UE et l'OTAN en 2004, la coopération devient s'accentue avec l'élargissement des politiques de cohésion de l'UE aux trois États baltes (ils bénéficiaient déjà des instruments de préadhésion lors de leur phase d'accession à l'UE mais qui représentaient des montants moindres.
Leurs principaux sujets d'échanges sont :
- L'éducation, la recherche et l'innovation.
- Le commerce, les échanges et entreprises transfrontalières et les industries créatives.
- L'environnement, le climat et l'énergie.
- Les défis internationaux, la coopération policière, juridique et de santé publique.
- La promotion des valeurs fondamentales communes telles que la démocratie, la bonne gouvernance, l'égalité des sexes, la liberté d'expression et la tolérance.

Le 17 août 2010, les autorités de surveillance financière, les banques centrales et les ministères des finances de l'ensemble des États membres du NB8 ont signé un accord transfrontalier sur la stabilité financière ; celui-ci implémente les accords européens (UE, EEE) et les élargissent pour faciliter les échanges d'informations et de réponse aux crises financières.

## Sources

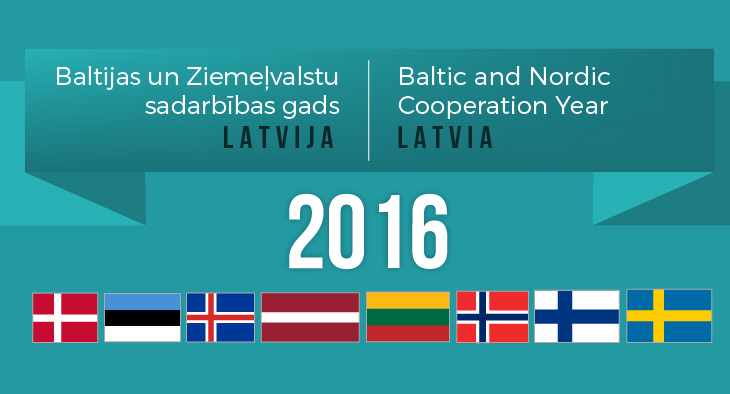
Bannière pour l'année de la coopération balte et nordique 2016.

## Compléments